# Una notte con Sabrina Love
Una notte con Sabrina Love (Una noche con Sabrina Love) è un film del 2000 diretto da Alejandro Agresti.

## Trama
Daniel Montero ha 17 anni e ha perso i genitori (madre casalinga e padre artigiano di specchi) da pochi mesi. Ogni sera guarda un programma televisivo condotto dalla pornostar Sabrina Love. Partecipa con una lettera di presentazione a un concorso che mette in palio la possibilità di trascorrere una notte con Sabrina nel suo set a Buenos Aires. Daniel vince e così lascia Curuguazu, un villaggio rurale dove vive con la nonna. Durante il viaggio in autostop viene derubato da tre ragazzi. Giunto nella capitale, trova alloggio nell'appartamento del fratello maggiore Enrique - gay non dichiarato, “mantenuto” da Julia, una fotoreporter più grande di lui - che ancora non sa della morte dei genitori. Daniel farà la conoscenza di Leonardo, manager-amante di Sabrina, e della stessa pornostar.